# Burlada
Burlada (spanska) eller Burlata (baskiska), officiellt Burlada/Burlata, är en kommun i Spanien.   Den ligger i provinsen och regionen Navarra, i den nordöstra delen av landet, 300 km nordost om huvudstaden Madrid. Antalet invånare är 18 162.